# 二橋正弘
二橋 正弘（ふたはし まさひろ、1941年12月27日 - ）は、日本の官僚。元内閣官房副長官（事務担当）、元自治事務次官。

## 来歴・人物

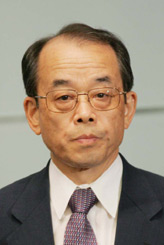
2007年、内閣総理大臣官邸にて

富山県出身。高岡高校を経て、東京大学法学部卒業後の1964年 自治省に入省。静岡県副知事、自治省財政局長などを経て、1999年自治省最後の事務次官に就任。2003年9月から第1次小泉内閣第2次改造内閣以降の小泉内閣で内閣官房副長官（事務担当）を務めた。2006年9月の安倍内閣発足、的場順三の起用に伴い退任するが、2007年9月発足した福田康夫内閣で再起用される。経験者の再起用は異例。
2008年9月発足の麻生内閣発足に伴い退任、財団法人自治総合センター理事長に復帰した。

## 略歴
- 1963年：国家公務員上級甲種試験（法律）を合格。試験地は東京都。受験番号は447番[1]
- 1964年：東京大学法学部卒業、自治省入省（財政局公営企業課[2]）
- 1964年：福島県地方課[2]
- 1967年：自治省税務局府県税課[2]
- 1969年：福岡国税局鳥栖税務署長[2]
- 1970年：熊本県企業局総務課長[2]
- 1971年：熊本県総務部人事課長[2]
- 1972年：自治省大臣官房総務課長補佐[2]
- 1973年：自治省税務局固定資産税課長補佐[2]
- 1974年：国土庁土地局土地政策課長補佐[2]
- 1976年：広島県総務部税務課長[2]
- 1977年：広島県総務部財政課長[2]
- 1991年：静岡県副知事
- 1993年：自治大学校長
- 1994年：自治省大臣官房総務審議官
- 1995年：自治省大臣官房長
- 1996年：自治省財政局長
- 1999年：自治事務次官
- 2001年：（財）自治体国際化協会理事長
- 2003年：内閣官房副長官（小泉内閣）
- 2006年：（財）自治総合センター理事長
- 2007年：内閣官房副長官（福田内閣）
- 2008年：（財）自治総合センター理事長（再任）
- 2013年：旭日大綬章を受章[3]